# چوسوکا ایکاریا
چوسوکا ایکاریا (انگلیسی: Chosuke Ikariya) هنرپیشه و کمدین مرد اهل ژاپن و متولد سال 1941 میلادی بود که در فیلم های گوناگونی به ایفای نقش پرداخت و در اثر ابتلا به سرطان درگذشت.